# Kill the Flaw
Kill the Flaw è l'undicesimo album in studio del gruppo alternative metal statunitense Sevendust, pubblicato nel 2015.

## Tracce
1. Thank You – 4:27
2. Death Dance – 3:39
3. Forget – 4:15
4. Letters – 3:50
5. Cease and Desist – 4:51
6. Not Today – 4:42
7. Chop – 4:10
8. Kill the Flaw – 3:52
9. Silly Beast – 4:43
10. Peace and Destruction – 4:17
11. Torched – 3:20
12. Slave the Prey (traccia bonus) – 3:46

## Formazione
- Lajon Witherspoon - voce
- Clint Lowery - chitarra, cori
- John Connolly - chitarra, cori
- Vinnie Hornsby - basso
- Morgan Rose - batteria, cori